# قيمة جوهرية (أخلاقيات)
في الأخلاقيات، القيمة الجوهرية هي خاصية لأي شيء له قيمة في حد ذاته. القيمة الجوهرية هي على النقيض من القيمة الذرائعية (المعروفة أيضًا باسم القيمة الخارجية)، وهي خاصية لأي شيء يستمد قيمته من علاقته بشيء آخر ذي قيمة جوهرية. القيمة الجوهرية هي دائمًا شيء يمتلكه الكائن "في حد ذاته" أو "لصالحه الخاص"، وهي خاصية جوهرية. يمكن اعتبار الشيء ذو القيمة الجوهرية بمثابة غاية، أو في المصطلحات الكانطية، كغاية في حد ذاته.
يستخدم مصطلح "القيمة الجوهرية" في علم القيم، وهو فرع من الفلسفة يدرس القيمة (بما في ذلك الأخلاق وفلسفة الجمال). تحدد جميع النظريات الأخلاقية المعيارية الرئيسية شيئًا ما على أنه ذو قيمة جوهرية. على سبيل المثال، بالنسبة لأخلاقيات الفضيلة، فإن اليودايمونيا (ازدهار الإنسان، والتي تُترجم أحيانًا على أنها "السعادة") لها قيمة جوهرية، في حين أن الأشياء التي تجلب لك السعادة (مثل تكوين أسرة) قد تكون ذات قيمة نفعية فقط. وبالمثل، قد يحدد العواقبيون المتعة، و/أو قلة الألم، و/أو تحقيق تفضيلات الفرد على أنها ذات قيمة جوهرية، مما يجعل الأفعال التي تنتجها ذات قيمة نفعية فقط. من ناحية أخرى، يجادل أنصار الأخلاق الواجبة بأن الأفعال الصحيحة أخلاقياً (تلك التي تحترم الواجب الأخلاقي تجاه الآخرين) تكون دائمًا ذات قيمة جوهرية، بغض النظر عن عواقبها.
الأسماء الأخرى للقيمة الجوهرية هي القيمة النهائية، أو القيمة الأساسية، أو القيمة المبدأية، أو الأهمية النهائية.